# Mellicta royoi
Mellicta royoi är en fjärilsart som beskrevs av Ramon Agenjo Cecilia 1934. Mellicta royoi ingår i släktet Mellicta och familjen praktfjärilar. Inga underarter finns listade i Catalogue of Life.